# GNOME基金会
GNOME基金会，是注册于美国加州奧林達的一个非盈利组织，负责协调GNOME项目的各项工作。

## 主要工作
GNOME基金会致力于达成GNOME项目的目标：即创建一个基于自由版权协议的计算机平台。

## 组织
GNOME基金会2008年至2010年的执行董事为Stormy Peters。 2011年6月凯伦·桑德勒上任執行董事，並任職至2014年3月。 該職位一直空缺，直到2017年2月，前Debian領導者Neil McGovern上任。2022年2月，Neil McGovern辭去GNOME基金會執行董事的職務。
截至2021年，GNOME基金会的咨询委员会成员有Canonical公司、Debian、Endless Computers、Google、红帽公司、Sugar Labs、SUSE、文件基金會和System76。